# St. Oswald (Leobendorf)

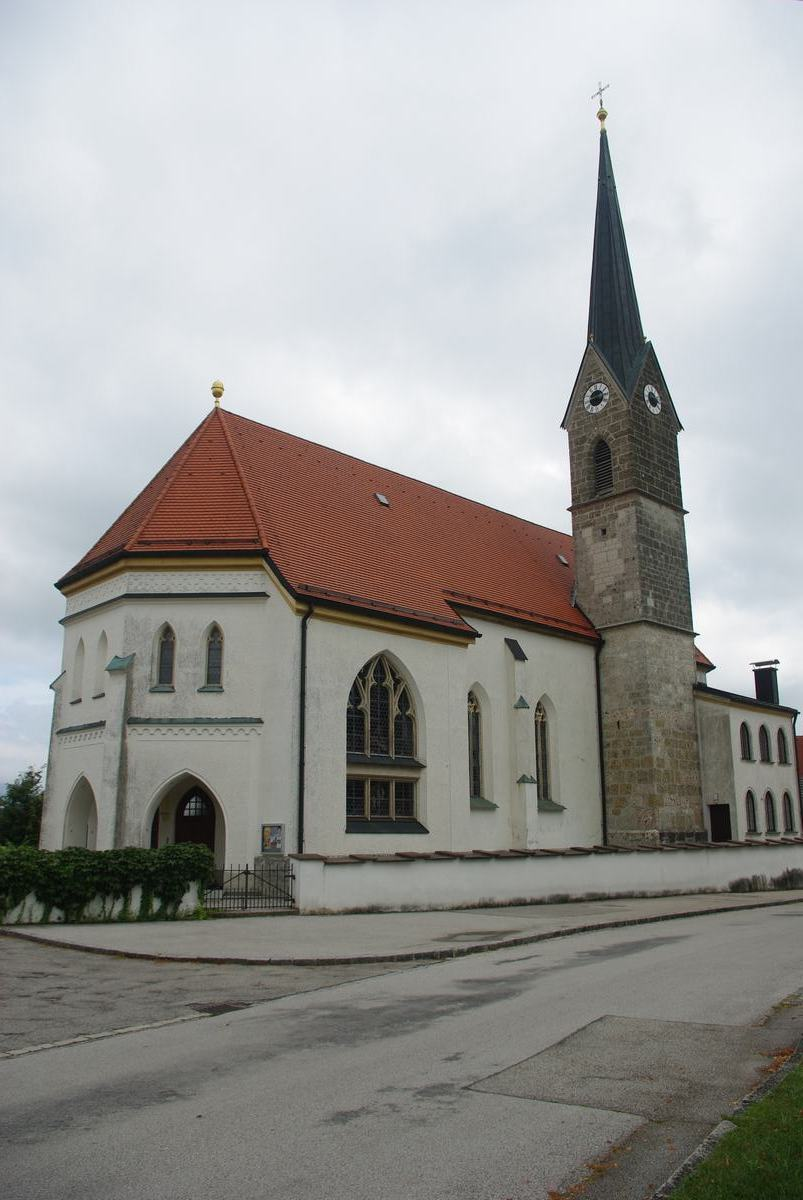
Pfarrkirche St. Oswald (2012)

Die Pfarrkirche St. Oswald ist eine römisch-katholische Kirche im Ort Leobendorf in der Stadt Laufen an der Salzach. Die auf Oswald von Northumbrien geweihte Kirche steht unter Denkmalschutz.

## Architektur
Unter Miteinbeziehung des spätgotischen Chores der Vorgängerkirche aus 1440 wurde im neugotischen Stil nach den Plänen von Karl Leimbach 1866 ein Saalbau mit Satteldach, Turm, Orgelempore und Seitenkapellen erbaut. 1902 erfolgte der Neubau der Sakristei. 1913 wurde die Kirche nach Norden erweitert.